# Stella de’ Tolomei
 Stella de’ Tolomei (auch Stella Tolomei oder Stella dell’Assassino genannt; * um 1386; † 11. Juli 1419 in Ferrara) war die Geliebte des Markgrafen Niccolò III. d’Este (1383–1441), des Herrn von Ferrara, Modena und Reggio nell’Emilia. Sie gebar ihm vier Kinder, darunter seine späteren Nachfolger Leonello d’Este und Borso d’Este. Niccolo III. lebte viele Jahre mit Stella zusammen und versprach ihr die Ehe, heiratete jedoch schließlich die wesentlich jüngere Parisina Malatesta.

## Herkunft

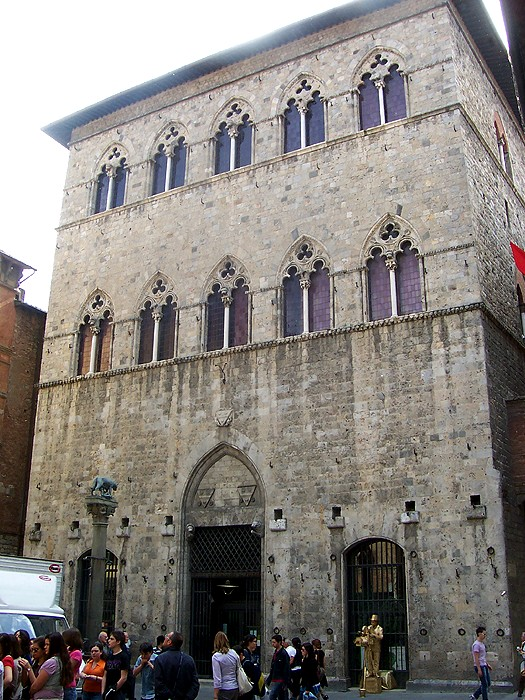
Palazzo Tolomei in Siena

Stella stammte aus der Familie der Tolomei, die zu den ältesten Adelsgeschlechtern der Stadt Siena zählte und ihre – legendäre – Stammreihe bis auf die makedonische Dynastie der Ptolemäer zurückführte, die durch Jahrhunderte als Pharaonen Ägypten regierte. Gewiss ist, dass die Familie bereits 1121 in Siena urkundlich auftritt und durch Fernhandel zu großem Vermögen kam. Sie war prominent genug, dass Dante Alighieri in seiner Göttlichen Komödie im fünften Gesang des Purgatorium das tragische Schicksal der Pia de’ Tolomei erzählt, die von ihrem Ehemann Nello dei Pannocchieschi aus dem Fenster seiner Burg in den Tod gestürzt wurde, damit er eine andere Frau heiraten konnte. Einen Hinweis auf das Alter und auf das Ansehen der Familie liefert auch der Palazzo Tolomei, der auf dem gleichnamigen Platz in Siena steht, da dieser bereits 1205 urkundlich aufscheint und daher als das älteste in Siena noch vorhandene Privathaus gilt (heute: Bank).
Der Vater Stellas war – nach dem langen Gedicht, das der Dichter Galeoto Marzio da Narni ihr zu Ehren verfasste – Giovanni Tolomei, ein Rechtsgelehrter, der zeitweise Podestà von Ferrara und berühmt für seine Gerechtigkeit war. Die Familie trug in Ferrara auch den Namen „dell’Assassino“, was darauf zurückgeführt wird, dass Giovanni Tolomei, der wegen der internen Kämpfe zwischen den Adelsgeschlechtern Siena verlassen hatte, zeitweise in der Stadt Assisi in Umbrien lebte und der zusätzliche Familienname aus einer Verballhornung des Namens dieser Stadt entstand.

## Leben

### Jugend
Stella Tolomei erhielt nach den zeitgenössischen Chronisten eine umfassende Ausbildung gemäß dem sich ausbreitenden Humanismus ihrer Zeit und zugleich eine religiöse Erziehung, die dem ernsthaften Charakter ihres Vaters entsprach. Stella war daher an Wissen, kulturellen und religiösen Fragen, hingegen wenig am Gesellschaftsleben interessiert.

### Begegnung mit Niccolò III. d’Este

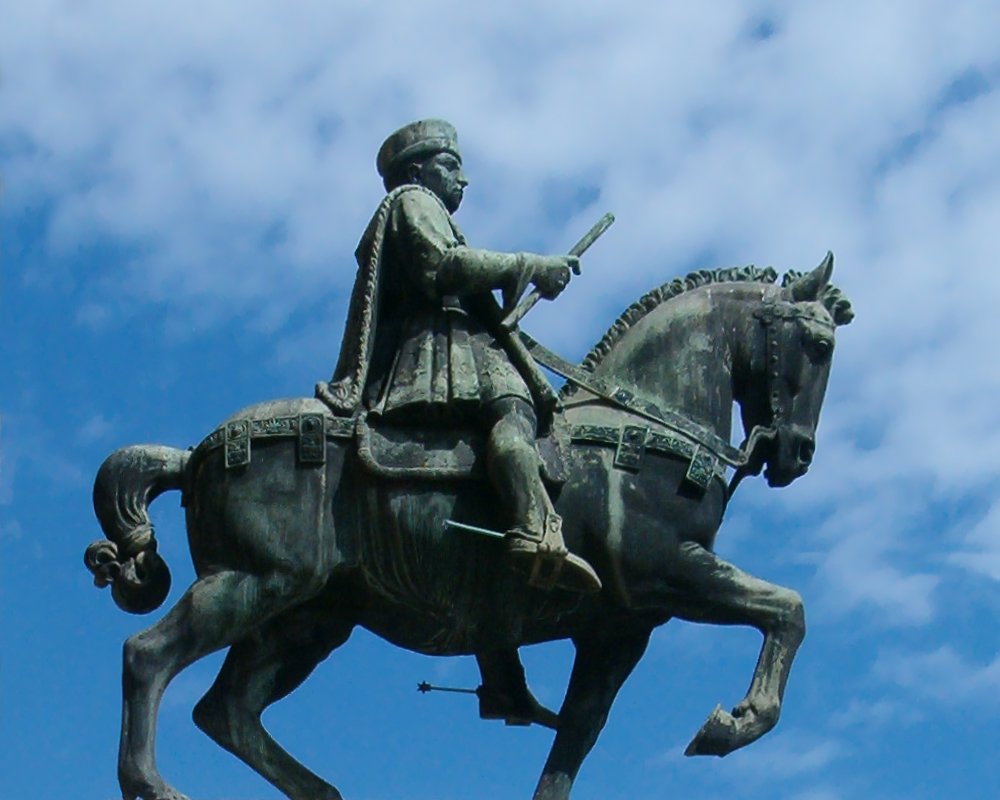
Reiterstandbild Niccolòs III., Ferrara

In ihrem siebzehnten Lebensjahr – um 1403 – erfolgte die für Stellas Leben entscheidende Begegnung mit dem Markgrafen Niccolò III. d’Este. Dieser war jung – etwa 20 Jahre – ritterlich, gebildet und zugleich als Herr von Ferrara, Modena und Reggio nell’Emilia einer der einflussreichsten Fürsten Norditaliens. Er war im Jahre 1397, d. h. im Alter von dreizehn Jahren, aus politischen Erwägungen heraus von seinen Vormündern mit der fünfzehnjährigen Gigliola da Carrara († 25. Februar 1416) verheiratet worden. Sie war eine Tochter von Francesco Novello da Carrara (* 19. Mai 1359, † ermordet 19. Januar 1406), der von 1388 bis 1406 als 8. Mitglied seiner Familie die Stadt Padua und die dazugehörigen Gebiete regierte, und durch ihre Mutter Taddea d’Este (* 1365, † 1404), einer Tochter des Markgrafen Niccolò II. d’Este, des Herrn von Modena, und der Verde della Scala aus dem Haus der Skaliger, der Herren von Verona, mit Niccolò verwandt.
Diese Ehe war unglücklich, denn Gigliola war nicht nur kränklich und zurückgezogen, sondern litt an dem für Ehefrauen von Dynasten „unverzeihlichen“ Fehler, keine Kinder geboren zu haben, weshalb Niccolò keinen legitimen Erben besaß.
Im Gegensatz dazu war Niccolò für seine ausufernden erotischen Abenteuer so berühmt, dass er es laut der zeitgenössischen Cronaca des Calaffino im Laufe seines Lebens auf 800 Liebesverhältnisse brachte und darin – laut Chronik – nur vom Abt von Pomposa übertroffen wurde, dem tausend solcher Beziehungen nachgesagt wurden. Im Volk ging daher der Spottvers um: „Di qua e di la del Po, tutti figli di Niccolò“ (Etwa: Auf beiden Seiten des Po, alles Kinder von Niccolò)

### Beziehung zu Niccolò III. d’Este

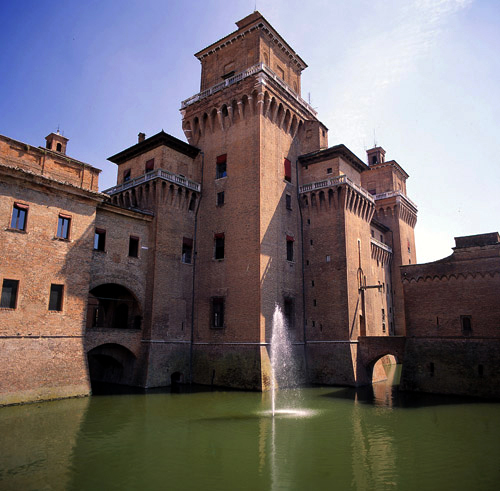
Ferrara, Castello Estense, Außenansicht

Eine viel dauerhaftere und liebevolle Beziehung sollte sich jedoch überraschenderweise zwischen Niccolò und Stella Tolomei entwickeln. Als Niccolò zum ersten Mal Stella traf, war er – wie immer – sofort in Flammen. Er, der sich als strahlender Ritter und Landesfürst für unwiderstehlich hielt, traf jedoch bei Stella erstmals auf ein ihm ungewohntes Phänomen: auf Schönheit gepaart mit Tugend, die sich seinem Drängen verweigerte. Der Widerstand, den Stella seinen Avancen entgegensetzte, reizte ihn daher ganz besonders, was ihn dazu veranlasste, alles in seiner Macht zu unternehmen, um Stella zu gewinnen.
Nach langem Zögern gab Stella nach, denn sie war selbst von der Person Niccolò fasziniert und wohl auch beeindruckt vom Glanz seines Hofes und von den Versprechungen, die er ihr machte. So sicherte er ihr zu, dass er sie im Falle des Ablebens seiner kränkelnden Gemahlin Gigliola da Carrara heiraten werde, wodurch die Kinder, die aus ihrer Beziehung entstehen würden, die legitimen Erben der Markgrafschaft wären.

### Stella als offizielle Geliebte von Niccolò III.

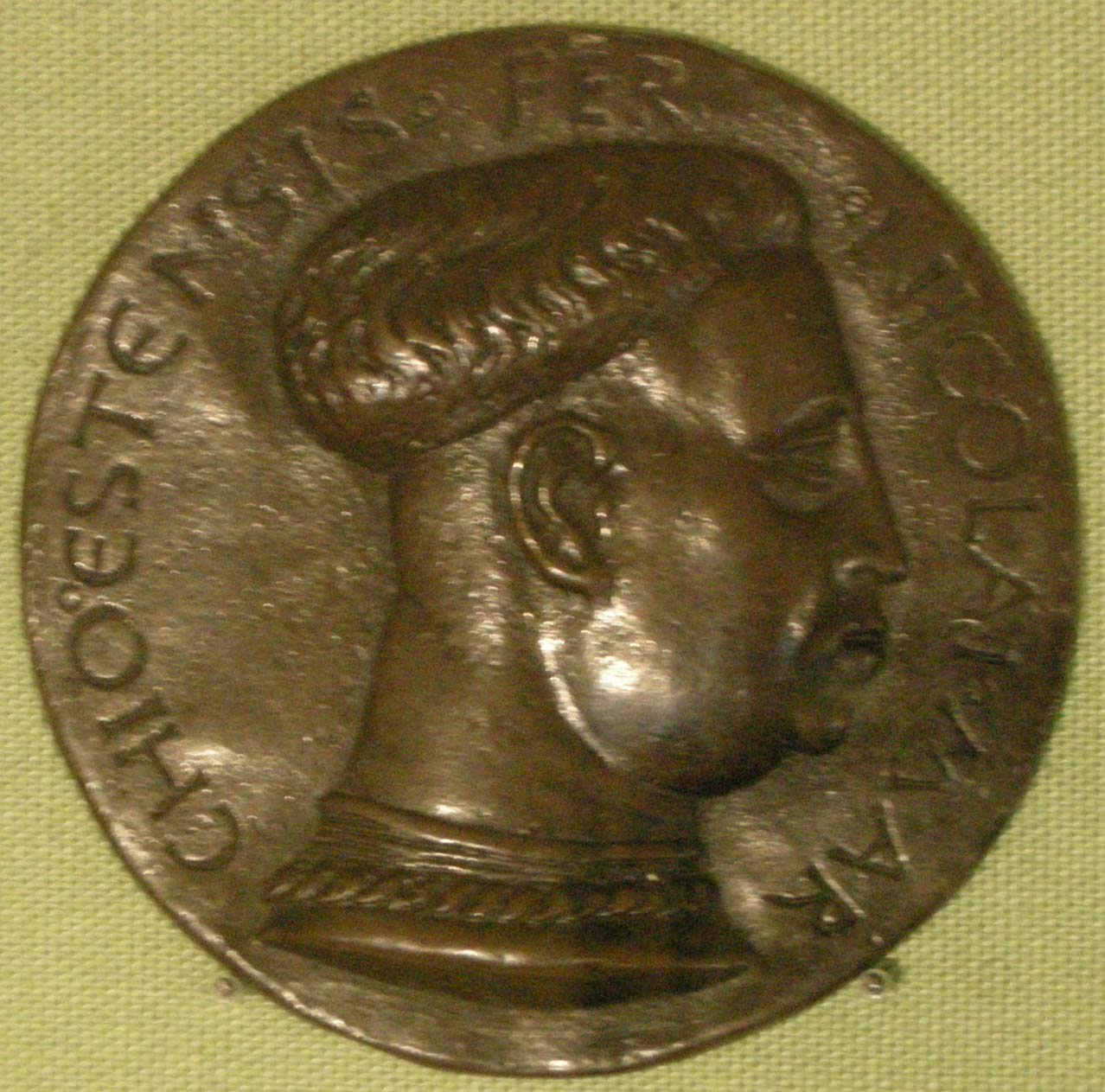
Amadio da Milano, Medaille mit dem Porträt von Niccolò III. d’Este

Nachdem sich Stella von Niccolò hatte überzeugen lassen, richtete ihr der Markgraf Im Jahre 1403 in Ferrara in der Via Camello ein schönes Haus ein, worauf sie aus dem elterlichen Haus dorthin übersiedelte. Niccolos Ehefrau resignierte und akzeptierte aus einer Art von Schuldgefühl heraus diese offiziöse Beziehung, nicht zuletzt, da es sich um eine tiefe und dauerhafte Bindung handelte und Stella schließlich die ersehnten Thronerben gebar.
Es waren vier Kinder, die Stella ihrem Geliebten gebar, darunter drei Söhne, die dazu ausersehen waren, die Erbfolge ihres Vaters anzutreten: 1405 wurde Ugo, 1407 Leonello und 1413 Borso geboren. Sie wurden wie eheliche Kinder behandelt, wobei die Taufe des Erstgeborenen mit großem Aufwand mit einem Fest gefeiert wurde, an dem nicht nur der gesamte Hofstaat und die Gesandten der befreundeten Fürstenhäuser teilnahmen, sondern auch der Kardinallegat, der eigens aus Bologna anreiste.
Stella muss nicht nur eine besonders schöne, sondern auch eine sehr anziehende Frau gewesen sein, denn ganz Ferrara sprach von ihr mit Bewunderung und betrachtete sie als die natürliche Partnerin des Markgrafen. Man verdrängte dabei, dass es eine legitime Gemahlin gab, die, gedemütigt durch ihre Unfruchtbarkeit, in asketischer Einsamkeit lebte und sich Werken der Wohltätigkeit widmete. Die Besonderheit dieser Beziehung zeigte sich daran, dass sie – trotz der Flatterhaftigkeit Niccolos – vierzehn Jahre lang Bestand hatte. Dies schloss jedoch gelegentliche Seitensprünge Niccolos nicht aus, da ihm u. a. „nebenbei“ Caterine degli Albaresani, die Tochter eines Arztes in Ferrara, 1405 den Sohn Meliadus, und die verheiratete Philippa della Tavola insgesamt vier Kinder gebar.
Die Zeitgenossen fanden nicht genug Worte, um Stella zu loben, und schrieben ihr alle erdenklichen Vorzüge zu, wie, sie sei der Trost der Armen, gerecht, umsichtig, sittsam, großmütig und „pudicitiae flos“ – die Blume der Schamhaftigkeit.

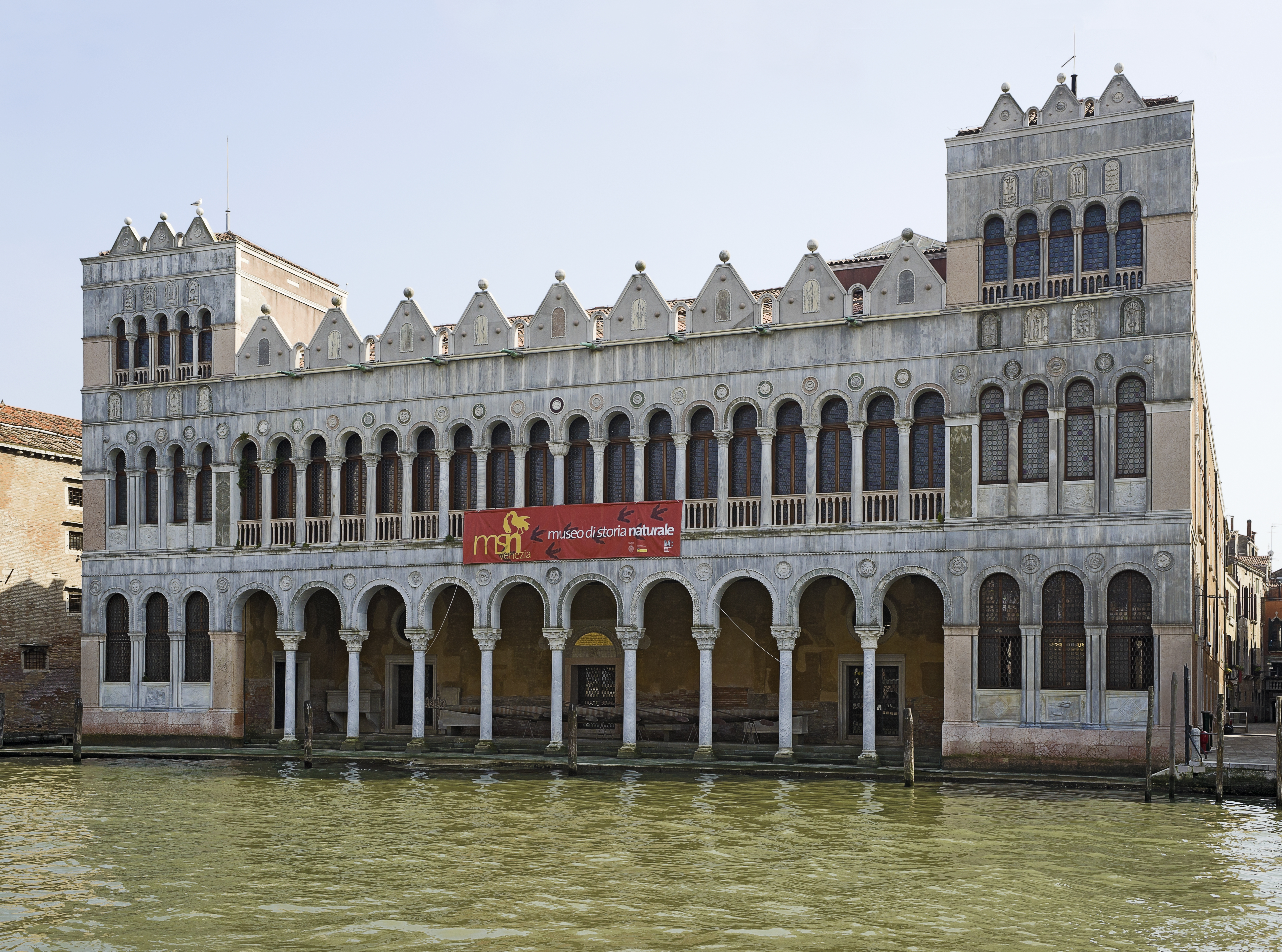
Fassade des Fontego dei Turchi 2007

Stella lebte umgeben von ihren Kindern in ihrem großen Haus in Ferrara, nahm an den zahlreichen Festlichkeiten teil und nützte aber zweifellos auch die der Familie d’Este zur Verfügung stehenden „Delizie“, d. h. die Landschlösser, die sich in den ausgedehnten Besitzungen der Este befanden und dank ihrer großen Gärten der Lustbarkeit und der Entspannung dienten. Während der Herrschaft von Niccolò d’Este wurden zwei neue Delizie, Belriguardo im Gebiet von Voghera – wo später Pietro Bembo und Torquato Tasso zu Gast waren – und Consandolo neu erbaut. Niccolò ließ auch den am Canal Grande gelegenen prachtvollen Palazzo restaurieren, den er 1381 von der Republik Venedig für geleistete Kriegsdienste erhalten hatte, der bis ins 18. Jahrhundert mit der Familie verbunden blieb und unter dem Namen „Fontego dei Turchi“, (auch Fondaco dei Turchi) bis heute besteht. Stella wird bei Reisen nach Venedig diesen Palazzo benützt haben und war vermutlich auch dabei, als Niccolò im Jahre 1415 nach Venedig reiste, um mit 200 Rittern an einem großen Turnier auf dem Markusplatz teilzunehmen. In den Jahren 1400 und 1403 – d. h., zur Zeit Stellas – diente dieser repräsentative Palazzo auch als Unterkunft für den in Venedig weilenden Manuel II. Palaiologos, Kaiser von Byzanz (1391–1425).
In der Mode war Frankreich für Ferrara tonangebend, man bezog zahlreiche Einrichtungsgegenstände, Wäsche und Silber zum Schmuck der Tafel aus Paris. Niccolò ließ in Brügge Arazzi (Bildwirkereien) mit seinem Wappen anfertigen und ließ aus Flandern eine Gruppe von Kirchensängern kommen. Da die Wandteppiche aus Flandern sehr teuer waren, gründete er in Ferrara eine Fabrik, die diese nach flämischen Mustern herstellte.
Niccolò hatte zwar keine sehr profunde klassische Bildung, dafür aber Interesse für die damalige französische Kultur, die an seinem Hof gepflegt wurde, was den Interessen Stellas entgegenkam. Für die große Zahl der handgeschriebenen, vielfach mit Miniaturen verzierten Bücher ließ Niccolò im Castello Estense in Ferrara in einem der Türme – der Torre Ringobollo – eine eigene Bibliothek einrichten, die Stella zur Verfügung stand. Aus dem noch erhaltenen Katalog der Bibliothek aus dem Jahre 1474 ist ersichtlich, dass die Lieblingslektüre des Hofes offensichtlich in „Istorie francesi“ – d. h., französischen Ritterromanen – bestand, die in großer Zahl vorhanden waren. So etwa die Geschichte vom Heiligen Gral, Merlins Prophezeiungen, Lanzilotto, die Chronique de Saint Denis etc. Es waren aber auch italienische Übersetzungen des Werkes „De mulieribus claris“ (Von berühmten Frauen) von Giovanni Boccaccio (* 1313, † 1375) und des Buches von Francesco Petrarca „De viris illustribus“ (Von berühmten Männern) in der Bibliothek vorhanden. Diese Bücher waren regelmäßig Gesprächsstoff, da aus ihnen vorgelesen wurde. Die Mode ging so weit, dass man oft Kindern Namen von Helden dieser Geschichten gab, wie Meliadus, Ginevra, Rinaldo, Isotta etc.

### Enttäuschung Stellas
Während die Jahre mit wenigen Änderungen dahingingen, wuchsen die Kinder Stellas zu erfolgversprechenden Jugendlichen heran.
Die Ehefrau des Markgrafen Niccolò Gigliola da Carrara war seit längerer Zeit krank und verstarb schließlich – zum großen Kummer der Armen der Stadt, als deren Wohltäterin sie sich erwiesen hatte – am 16. Februar 1416 an der Pest. Weniger betrübt war vermutlich ihr Ehemann und wohl auch Stella Tolomei, die endlich den Moment gekommen sah, aus der Rolle einer Geliebten heraustreten zu können, um die ihr versprochene Rolle als legitime Ehefrau und Markgräfin zu übernehmen. Dies war nicht nur ihre eigene Meinung, sondern entsprach der allgemeinen Erwartung, da die Beziehung bereits seit fast vierzehn Jahren bestand, Stella dem Landesherrn drei vielversprechende Söhne als mögliche Erben geboren hatte und durch ihre Würde, Bildung und Güte allgemein beliebt war.
Es kam jedoch anders als erwartet.
Markgraf Niccolò beschloss, sich für eine Entscheidung etwas Zeit zu lassen. Um Distanz zu den Dingen zu gewinnen, seinen Horizont zu erweitern und um seinen zeitweise heftigen religiösen Bedürfnissen nachzukommen, liebte er es, Pilgerreisen zu unternehmen. So hatte er schon 1413, begleitet von 50 Höflingen und Freunden – darunter ein Alberto della Scala und Feltrino Boiardo, den Niccolò III 1423 zum Grafen von Scandiano erhoben hatte und der der Großvater des berühmten Dichters Matteo Maria Boiardo (1441, † 1494) war, – eine dreimonatige Wallfahrt in das Heilige Land unternommen.
Auch nach dem Ableben seiner Frau überkam ihn das Bedürfnis nach einer weiteren Pilgerreise, sei es als Dank für die Befreiung vom Joch der Ehe, sei es als Dank für das Ende der Pest oder zur Abbitte für seine allzu offensichtlichen Sünden. Unterwegs besuchte er den befreundeten, als Condottiere berühmten Alberto Malatesta in Cesena, der dort mit seiner dritten Ehefrau Polissena Sanseverino († nach 1430) – einer Tochter des Herzogs Venzeslao Sanseverino von Amalfi und der Margherita di Sangineto – und mit seiner Tochter aus seiner zweiten Ehe mit Lucrezia Ordelaffi († 1404), Parisina Malatesta (* 1404, † 1425) lebte.

### Ehe von Niccolò mit Parisina Malatesta
Die Begegnung mit der damals erst 13-jährigen Kindfrau Parisina Malatesta muss den inzwischen 35-jährigen wie ein Blitz getroffen haben, denn er vergaß seine Versprechungen an Stella Tolomei und bat Andrea Malateste um die Hand seiner Tochter Parisina. Abgesehen von emotionalen Erwägungen dürften jedoch auch strategische Überlegungen eine Rolle gespielt haben, denn in unruhigen Zeiten konnte die Schwägerschaft mit dem Haus Malatesta, das sich regelmäßig durch tüchtige Condottiere auszeichnete, von entscheidender Bedeutung sein. Die Hochzeit des Markgrafen Niccolò III. mit Parisina Malatesta wurde mit großem Pomp am 20. April 1418 in Ferrara gefeiert.
Für Stella waren die ausgelassenen Feierlichkeiten hingegen ein Drama, da sie nicht ihrer eigenen – lange ersehnten – Hochzeit galten, sondern der einer 13-jährigen Rivalin, der sie den Platz überlassen musste, den sie seit Jahren als den ihren angesehen hatte. Ebenso wenig begeistert waren ihre Söhne, die etwa gleich alt waren wie ihre Stiefmutter, und die nicht ohne Grund fürchteten, dass Parisina einen legitimen Erben gebären könnte, der ihnen das versprochene Erbe ihres Vaters streitig machen würde.

### Tod Stellas

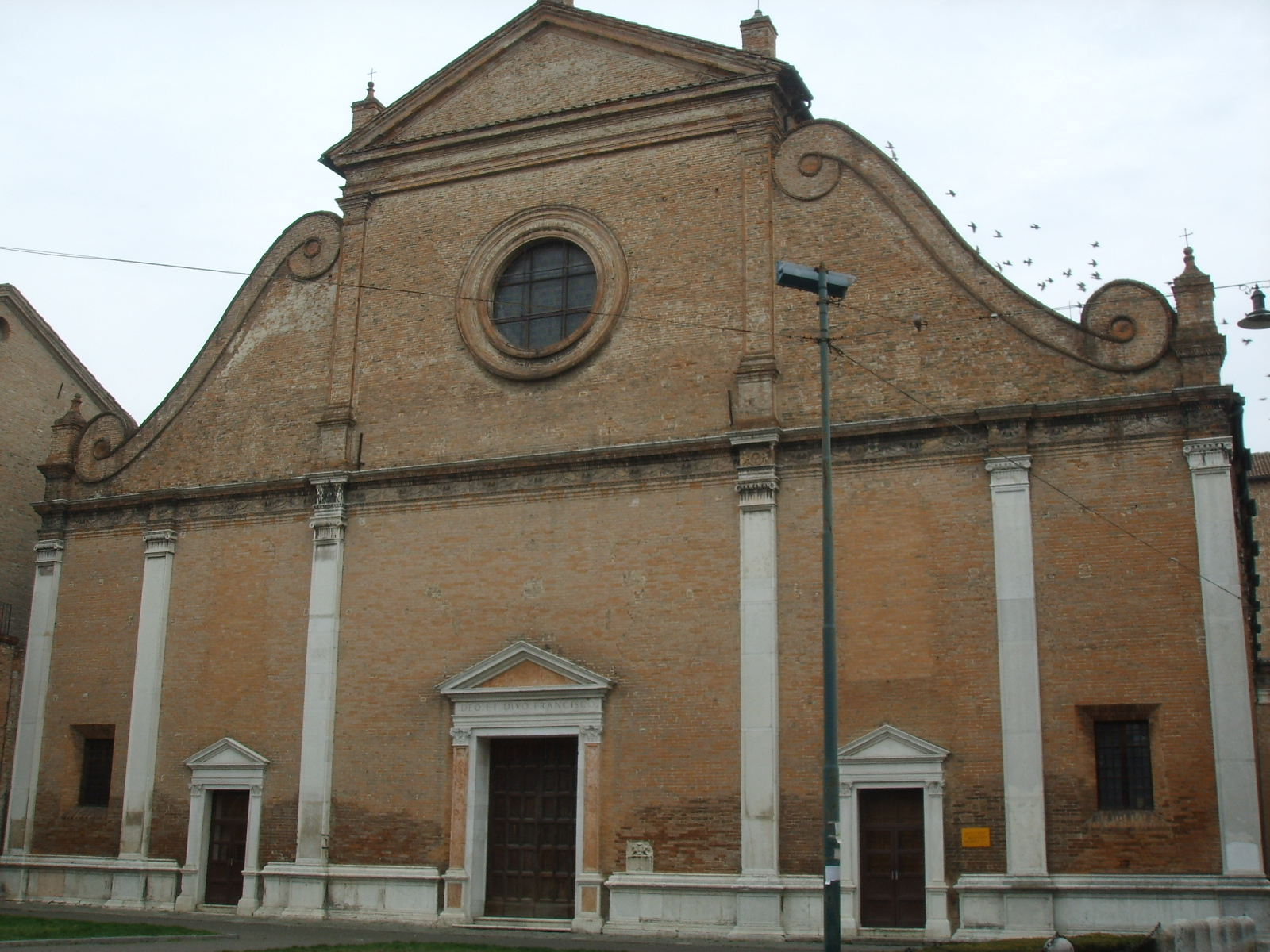
Ferrara, San Francesco, wo Stella bestattet wurde

Während Parisina durch ihre Jugend und ihren Charme rasch die Freundschaft und Bewunderung des Hofes zu Ferrara gewann, zog sich Stella enttäuscht vom Hof zurück, verzweifelt über ihr eigenes Schicksal und besorgt um das ihrer Söhne. Sie erkrankte und starb am 11. Juli 1419, wie ein Chronist sagte, an „gebrochenem Herzen“. Sie wurde in Ferrara in der Franziskanerkirche begraben. Viele bedauerten ihren Tod – wohl auch Markgraf Niccolò III. –, manche, wie der Chronist Caleffini, priesen offen ihre Eigenschaften: „Quanto fu bella e bona! De ogni virtù la porto corona“ (Etwa: Wie schön und gut sie war! – Von jeder Tugend trug sie die Krone)
Stella blieb damit zumindest erspart, das Drama der verbotenen Liebe ihres Sohnes Ugo mit seiner Stiefmutter Parisina und den Tod ihres Sohnes – zusammen mit dem der Rivalin – durch das Schwert des Henkers am 21. Mai 1425 zu erleben. Sie versäumte es dadurch aber auch, den Glanz ihrer anderen Söhne zu erleben: Leonello, der der auf seinen Vater als Markgraf nachfolgte, und Borso, der auf diesen nachfolgte und zum ersten Herzog von Ferrara, Modena und Reggio aufstieg.
An Stella erinnert in Ferrara noch das Haus, das ihr Markgraf Niccolo im Jahre 1403 als Wohnung zuwies. Trotz mehrfachem Umbau ist das Haus in der Via Camello Nr. 15 noch heute als „Casa di Stella“ bekannt.

## Beziehung und Nachkommen

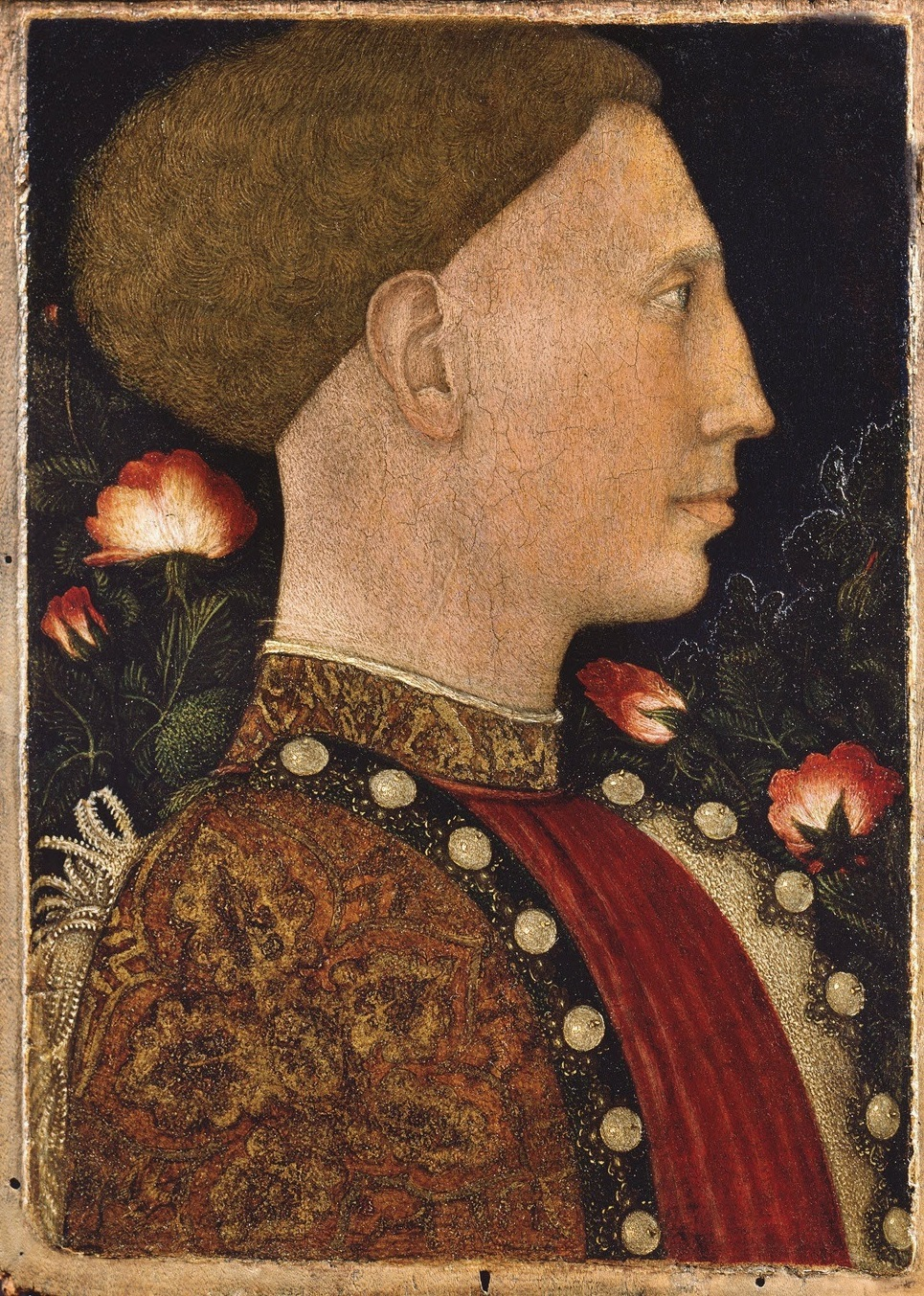
Porträt des Lionello d’Este von Pisanello

Aus der Beziehung mit Niccolo gingen drei Kinder hervor:
- Ugo Aldobrandino d’Este (1405–1425), Liebling und ausersehener Erbe seines Vaters, wurde als Geliebter seiner Stiefmutter, Parisina Malatesta, auf Befehl seines Vaters gemeinsam mit ihr hingerichtet.
- Leonello d’Este (1407–1450) folgte 1441 auf seinen Vater als Markgraf von Ferrara, Modena und Reggio nell’Emilia. Er heiratete in erster Ehe 1435 Margherita Gonzaga (1418–1439), eine Tochter von Gianfrancesco I. Gonzaga und Paola Malatesta, und in zweiter Ehe Maria d’Aragona (1425–1449), eine außereheliche Tochter König Alfons’ V. von Aragón mit Giraldina Carlino.
- Borso d’Este (1413–1471) folgte Leonello 1450 als Markgraf von Ferrara, Modena und Reggio nell’Emilia nach. Er wurde 1452 zum ersten Herzog von Modena und Reggio und 1471 zum ersten Herzog von Ferrara erhoben. Er blieb unverheiratet.